# 9 Pułk Artylerii Polowej (USA)
9 pułk artylerii polowej (ang. 9th Field Artillery Regiment) – pułk artylerii polowej armii Stanów Zjednoczonych, utworzony 1 lipca 1916.

## Historia
9 pułk artylerii polowej został utworzony z elementów 1 pułku artylerii polowej na Hawajach w 1916 roku. Do 1919 pułk stacjonował w Fort Sill w stanie Oklahoma, tam 1 września 1921 został dezaktywowany. Mimo dezaktywacji dowództwa pułku jego 1 batalion działał nadal w latach 1922–1927, z elementami w Fort Des Moines w Iowa i Fort Riley w Kansas. Jako nieaktywny, pułk został przeniesiony w 1927 z 7 Dywizji do 9 Dywizji i zreorganizowany jako pułk dział 75 mm w składzie VII Korpusu, a personel przydzielony do jednostki ćwiczącej w Camp McCoy w stanie Wisconsin w 1927 roku oraz w Fort Riley w Kansas w latach 1928-1929. W 1930 pułk został przydzielony do IV Korpusu, przeniesiony z 9 dywizji do 4 Dywizji i przekształcony w pułk haubic 155 mm. 1 batalion pułku został aktywowany w 1930 w Fort Lewis w stanie Waszyngton. W 1933 pułk został wycofany z IV Korpusu i przydzielony do IX Korpusu, a następnie przeniesiony z 4 Dywizji do 3 Dywizji. 2 batalion pułku został aktywowany w 1939 dołączając do 1 batalionu w Fort Lewis. 3 batalion został rozwiązany w 1939. 1 października 1940 pułk został zreorganizowany jako 9 batalion artylerii polowej w ramach przekształcenia armii w trójkowy system dywizyjny, który wyeliminował pułki artylerii polowej ze struktury sił na rzecz niezależnych batalionów.

### Udział w kampaniach[1]
| II wojna światowa | Algeria-French Morocco Tunisia Sicily Naples-Foggia Anzio | Algeria-French Morocco Tunisia Sicily Naples-Foggia Anzio                                                                       | Rome-Arno Southern France Rhineland Ardennes-Alsace Central Europe                                               |
| Wojna koreańska   |                                                           | UN Defensive UN Offensive CCF Intervention First UN CounterOffensive CCF Spring Offensive                                       | UN Summer-Fall Offensive Second Korean Winter Korea, Summer-Fall 1952 Third Korean Winter Korea, Summer 1953     |
| Wojna wietnamska  |                                                           | Defense Counteroffensive Counteroffensive, Phase II Counteroffensive, Phase III Tet Counteroffensive Counteroffensive, Phase IV | Counteroffensive, Phase V Counteroffensive, Phase VI Tet 69/Counteroffensive Summer-Fall 1969 Winter-Spring 1970 |

### Dekoracje[1]
| Medal                                               | Streamer      | Tekst haftu         |
| --------------------------------------------------- | ------------- | ------------------- |
| Presidential Unit Citation (Army)                   |               | COLMAR              |
| Valorous Unit Award                                 |               | QUANG NGAI PROVINCE |
| Army Superior Unit Award                            |               | 1986                |
| francuski Krzyż Wojenny z palmą (II wojna światowa) |               | COLMAR              |
| francuski Krzyż Wojenny (II wojna światowa)         | Fourragere    | Fourragere          |
| Republic of Korea Presidential Unit Citation        |               | UIJONGBU CORRIDOR   |
| Republic of Korea Presidential Unit Citation        | IRON TRIANGLE |                     |
| grecki Krzyż Męstwa                                 |               | KOREA               |

## Obecny status
- 1 batalion – aktywny, przydzielony do 2 Pancernej Brygadowej Grupy Bojowej 3 Dywizji Piechoty